# Xiuladora de Lorentz
La xiuladora de Lorentz (Pachycephala lorentzi) és un ocell de la família dels paquicefàlids (Pachycephalidae).

## Hàbitat i distribució
Habita els boscos de les muntanyes des de la serralada de Sudirman cap a l'est, fins les serralades Victor Emanuel i Hindenburg, a Nova Guinea central.